# Jari Niinimäki
Jari Niinimäki (Tampere, Finlandia; 1 de diciembre de 1957–10 de junio de 2023) fue un futbolista finés que jugó en la posición de delantero.

## Carrera

### Club
| Periodo   | Club        |
| --------- | ----------- |
| 1976–1977 | TPV Tampere |
| 1978–1986 | FC Ilves    |
| 1986      | AIK Solna   |
| 1987–1989 | FC Ilves    |

### Selección nacional
Jugó para Finlandia en tres ocasiones en 1986 sin anotar goles.

## Logros

### Club
- Mestaruussarja: 1983
- Finnish Cup: 1979

### Individual
- Goleador de la Mestaruussarja en 1986.

## Vida personal
Su hijo Jesse Niinimäki se volvió jugador profesional de hockey sobre hielo.